# Willem Anne van Spaen la Lecq
Willem Anne baron van Spaen la Lecq (Den Haag, 26 december 1750 - Den Haag, 29 april 1817), heer van Ringenberg en Harde(n)stein, was een 18e-eeuws edelman, bestuurder, politicus en genealoog en de eerste president van de Hoge Raad van Adel.

## Leven en werk
Van Spaen werd in 1750 geboren als zoon van Alexander Sweder rijksvrijheer van Spaen (1703-1768) en Elisabeth Agnes Jacoba gravin van Nassau la Lecq, op haar beurt een dochter van Willem Hendrik van Nassau-LaLecq en afstammelinge van Prins Maurits. Na zijn nobilitatie op 28 augustus 1814 noemde hij zich Van Spaen la Lecq, naar zijn moeder ter onderscheiding van de andere takken Van Spaen.
Hij studeerde van 1766 tot 1769 Romeins en hedendaags recht aan de Hogeschool te Utrecht en promoveerde aldaar. Op 18-jarige leeftijd werd hij benoemd tot burgemeester van Elburg. Daarnaast bekleedde hij in de periode voor de Franse tijd als orangist nog diverse bestuurlijke functies. Hij was onder meer gedeputeerde van Gelderland, lid van de Staten-Generaal van de Nederlanden, schout van Hattem en Brabants hoogschout te Maastricht (in combinatie met hoogschout van de Vroenhof). Van 1795 tot 1803 was hij ambteloos burger. In de periode van het Koninkrijk Holland was hij adviseur van koning Lodewijk Napoleon. In die functie en als voorzitter van de adviescommissie inzake adelsbeleid (1814) onder 'den Souvereinen Vorst', en als president van de Hoge Raad van Adel (1814-1817) heeft hij grote invloed gehad op de totstandkoming van de regels en wetgeving op het gebied van de Nederlandse adel. In 1814 werd hij ook lid van de Ridderschap van Gelderland. In 1815 werd hij lid van de Eerste Kamer.
Van Spaen schreef over de geschiedenis van Gelderland (Inleidinge tot de Historie van Gelderland) en over geslachtskunde (genealogie). Hij trouwde op 12 oktober 1773 te Zalk met Anna Bentinck (1757-1818), vrouwe van Zalk en Veecaten. Uit hun huwelijk werden twaalf kinderen, vijf zonen en zeven dochters, geboren. Anna Wilhelmina Spaen-Lalecq (1801-1836), een dochter van zijn zoon Alexander Willem Jacob Baron Spaen-Lalecq (1775-1811), trouwde met de Nederlandse advocaat, rechter en politicus F.A.A.C. van Lynden van Sandenburg. Zijn dochter Anna Henriëtte Wilhelmina Adelheid Spaen-Lalecq (1779-1853) werd de grootmoeder van de gouverneur van Celebes, Alexander Johan Quarles de Quarles (1845-1914).
Hij overleed in april 1817 op 66-jarige leeftijd in Den Haag. Van Spaen was commandeur in de Orde van de Unie en commandeur in de Orde van de Nederlandse Leeuw.
- Biografisch Portaal: 05698398
- Digitale Bibliotheek voor de Nederlandse Letteren: spae001
- Gemeinsame Normdatei: 1055190104
- International Standard Name Identifier: 0000 0000 2986 3265
- Library of Congress Control Number: n88261521
- Nederlandse Thesaurus van Auteursnamen: 308111524
- Parlement.com: vg09llrqtszg
- Virtual International Authority File: 75420875
- WorldCat: E39PBJvXkjvxhbfJ83py7WKDbd